# Roseaux (Haiti)
Roseaux este o comună din arondismentul Corail, departamentul Grand'Anse, Haiti, cu o suprafață de 216,81 km2 și o populație de 32.517 locuitori (2009).